# Соловьяновка (Брянская область)
Соловьяновка — деревня в Клетнянском районе Брянской области России. Входит в состав Мирнинского сельского поселения.

## География
Деревня находится в северо-западной части Брянской области, в зоне хвойно-широколиственных лесов, в пределах северо-восточной части Приднепровской низменности, на левом берегу реки Надвы, при автодороге 15К-1602, на расстоянии примерно 19 километров (по прямой) к юго-западу от посёлка городского типа Клетня, административного центра района. Абсолютная высота — 156 метров над уровнем моря.
Климат
Климат характеризуется как умеренно континентальный с достаточным увлажнением. Среднегодовая многолетняя температура воздуха составляет 5 °С. Средняя температура воздуха самого тёплого месяца (июля) — 18,1 °C (абсолютный максимум — 37 °C); самого холодного (января) — −8,4 °C (абсолютный минимум — −37 °C). Среднегодовое количество атмосферных осадков составляет 550—600 мм. Снежный покров держится в течение 135 дней. Преобладают ветры южного, юго-западного и западного направления.
Часовой пояс
Деревня Соловьяновка, как и вся Брянская область, находится в часовой зоне МСК (московское время). Смещение применяемого времени относительно UTC составляет +3:00.

## История
Соловьяновская волость
Была самой западной волостью в  Брянском уезде, расположена на р. Ипуть и граничила с Рославльским, Мглинским уездами и с Речью Посполитой. В годы "смуты" начала XVII века село Соловьяничи
было полностью разорено и надолго запустело (здесь теперь находится деревня Соловьяновк).
Обезлюдевшая Соловьяновская волость в начале XVII века слилась с соседней Прикладенской. В позднейших документах название Прикладни нигде не встречается, и местонахождение селения остаётся неизвестным. Из селений Прикладенской волости ранее других (в 1523 году) упоминаются Акуличи, а в целом волость занимала южную часть современного Клетнянского района.
Севернее Прикладенской волости по течению реки Вороницы находилась Вороницкая волость.

## Население
| 2010 | 2013 |
| ---- | ---- |
| 44   | ↘43  |

### Национальный состав
Согласно результатам переписи 2002 года, в национальной структуре населения русские составляли 100 % из 52 чел.